# Rhabdochaeta crockeri
Rhabdochaeta crockeri är en tvåvingeart som beskrevs av Charles Howard Curran 1936. Rhabdochaeta crockeri ingår i släktet Rhabdochaeta och familjen borrflugor. Inga underarter finns listade i Catalogue of Life.